# Annemarie Waser
Annemarie Waser, švicarska alpska smučarka, * 4. februar 1940.
Nastopila je na olimpijskih igrah 1956 in 1960, najboljšo uvrstitev je dosegla s štirinajstim mestom v veleslalomu. Na Svetovnem prvenstvu 1958 je dosegla uspeh kariere z bronasto medaljo v slalomu, v veleslalomu pa je bila četrta.